# White Chuck Cinder Cone
White Chuck Cinder Cone er en kegleformet vulkan i staten Washington, USA. Den blev først opdaget og registreret i 1934 af Everett Houghland. Vulkanen har en højde på 1.834 meter og anslås til at være mellem 2.000 og 17.000 år gammel.